# Россленд
Россленд (англ. Rossland) — місто в Канаді, у провінції Британська Колумбія, у складі регіонального округу Кутеней-Баундері.

## Населення
За даними перепису 2016 року, місто нараховувало 3729 осіб, показавши зростання на 4,9%, порівняно з 2011-м роком. Середня густина населення становила 62,4 осіб/км².
З офіційних мов обидвома одночасно володіли 490 жителів, тільки англійською — 3 235. Усього 205 осіб вважали рідною мовою не одну з офіційних, з них. 5 — українську.
Працездатне населення становило 69,3% усього населення, рівень безробіття — 7,2% (9,3% серед чоловіків та 4,2% серед жінок). 81% осіб були найманими працівниками, а 18,5% — самозайнятими.
Середній дохід на особу становив $54 840 (медіана $42 091), при цьому для чоловіків — $64 875, а для жінок $44 181 (медіани — $50 560 та $34 560 відповідно).
19% мешканців мали закінчену шкільну освіту, не мали закінченої шкільної освіти — 10,5%, 70,4% мали післяшкільну освіту, з яких 48,9% мали диплом бакалавра, або вищий, 15 осіб мали вчений ступінь.
| Статево-вікова структура населення | Статево-вікова структура населення | Статево-вікова структура населення | Статево-вікова структура населення | Статево-вікова структура населення |
| ---------------------------------- | ---------------------------------- | ---------------------------------- | ---------------------------------- | ---------------------------------- |
|                                    |                                    |                                    |                                    |                                    |
| Всього                             | Всього                             | 51,7%48,3%                         |                                    |                                    |
| 0 — 14 років                       | 0 — 14 років                       |                                    | 18,6%                              | 18,6%                              |
| 15 — 64 років                      | 15 — 64 років                      |                                    | 68,5%                              | 68,5%                              |
| 65 і більше                        | 65 і більше                        |                                    | 12,9%                              | 12,9%                              |
| 85 і більше                        | 85 і більше                        |                                    | 1,1%                               | 1,1%                               |
| Середній вік (років)               | Середній вік (років)               | 39,740,3                           | 40,0                               | 40,0                               |
| Медіана (років)                    | Медіана (років)                    | 41,141,2                           | 41,1                               | 41,1                               |
| — чоловіки — жінки                 |                                    |                                    |                                    |                                    |

| Походження мешканців:     | Походження мешканців:     | Походження мешканців: | Походження мешканців: | Походження мешканців: |
| ------------------------- | ------------------------- | --------------------- | --------------------- | --------------------- |
| Походження                |                           |                       | осіб                  | %                     |
| Корінні американці        | Корінні американці        |                       | 140                   | 3.77%                 |
| Інше північноамериканське | Інше північноамериканське |                       | 1 045                 | 28.13%                |
| Європейське               | Європейське               |                       | 3 310                 | 89.1%                 |
| британське                | британське                |                       | 2 545                 | 68.51%                |
| французьке                | французьке                |                       | 520                   | 14%                   |
| українське                | українське                |                       | 265                   | 7.13%                 |
| Латинськоамериканське     | Латинськоамериканське     |                       | 10                    | 0.27%                 |
| Африканське               | Африканське               |                       | 30                    | 0.81%                 |
| Азійське                  | Азійське                  |                       | 200                   | 5.38%                 |
| Океанійське               | Океанійське               |                       | 45                    | 1.21%                 |

| Зайнятість населення за галузями (за класифікацією NOC): | Зайнятість населення за галузями (за класифікацією NOC): | Зайнятість населення за галузями (за класифікацією NOC): | Зайнятість населення за галузями (за класифікацією NOC): | Зайнятість населення за галузями (за класифікацією NOC): |
| -------------------------------------------------------- | -------------------------------------------------------- | -------------------------------------------------------- | -------------------------------------------------------- | -------------------------------------------------------- |
|                                                          |                                                          |                                                          |                                                          |                                                          |
| Управління                                               | Управління                                               |                                                          | 9,7%                                                     | 9,7%                                                     |
| Бізнес, фінанси та адміністрування                       | Бізнес, фінанси та адміністрування                       |                                                          | 11,1%                                                    | 11,1%                                                    |
| Природничі та прикладні науки                            | Природничі та прикладні науки                            |                                                          | 11,8%                                                    | 11,8%                                                    |
| Охорона здоров'я                                         | Охорона здоров'я                                         |                                                          | 14,7%                                                    | 14,7%                                                    |
| Освіта, правозахист, муніципальні та урядові служби      | Освіта, правозахист, муніципальні та урядові служби      |                                                          | 11,8%                                                    | 11,8%                                                    |
| Мистецтво, культура, відпочинок та спорт                 | Мистецтво, культура, відпочинок та спорт                 |                                                          | 3,9%                                                     | 3,9%                                                     |
| Роздрібна торгівля та послуги                            | Роздрібна торгівля та послуги                            |                                                          | 15%                                                      | 15%                                                      |
| Гуртова торгівля, транспорт та обладнання                | Гуртова торгівля, транспорт та обладнання                |                                                          | 14,5%                                                    | 14,5%                                                    |
| Природні ресурси, сільське господарство                  | Природні ресурси, сільське господарство                  |                                                          | 2,4%                                                     | 2,4%                                                     |
| Виробництво                                              | Виробництво                                              |                                                          | 5,3%                                                     | 5,3%                                                     |

## Клімат
Середня річна температура становить 5,6°C, середня максимальна – 20°C, а середня мінімальна – -11,3°C. Середня річна кількість опадів – 742 мм.
| Клімат поселення                              | Клімат поселення | Клімат поселення | Клімат поселення | Клімат поселення | Клімат поселення | Клімат поселення | Клімат поселення | Клімат поселення | Клімат поселення | Клімат поселення | Клімат поселення | Клімат поселення | Клімат поселення |
| Показник                                      | Січ.             | Лют.             | Бер.             | Квіт.            | Трав.            | Черв.            | Лип.             | Серп.            | Вер.             | Жовт.            | Лист.            | Груд.            |                  |
| Середній максимум, °C                         | 1,56             | 4,36             | 7,54             | 11,58            | 15,95            | 19,60            | 19,91            | 19,98            | 15,10            | 9,24             | 2,98             | −0,98            |                  |
| Середня температура, °C                       | −4,88            | −2,07            | 1,10             | 5,12             | 9,50             | 13,16            | 16,40            | 16,47            | 11,59            | 5,72             | −0,54            | −4,5             |                  |
| Середній мінімум, °C                          | −11,32           | −8,51            | −5,34            | −1,32            | 3,06             | 6,73             | 12,87            | 12,95            | 8,06             | 2,21             | −4,06            | −8,02            |                  |
| Норма опадів, мм                              | 79               | 55               | 63               | 59               | 67               | 73               | 43               | 41               | 39               | 49               | 87               | 87               |                  |
| Середньомісячна швидкість вітру, м/с          | 2.50             | 2.40             | 2.66             | 2.82             | 2.76             | 2.70             | 2.60             | 2.52             | 2.40             | 2.47             | 2.55             | 2.46             |                  |
| Середньомісячна сонячна радіація, кДж/м²·день | 3618             | 7088             | 11574            | 16411            | 20196            | 21956            | 23810            | 20514            | 14661            | 8615             | 4011             | 2899             |                  |
| --------------------------------------------- | ---------------- | ---------------- | ---------------- | ---------------- | ---------------- | ---------------- | ---------------- | ---------------- | ---------------- | ---------------- | ---------------- | ---------------- | ---------------- |
| Джерело:                                      |                  |                  |                  |                  |                  |                  |                  |                  |                  |                  |                  |                  |                  |